# 艾尼瓦尔·巴衣图尔
艾尼瓦尔·巴衣图尔（1938年8月1日—1991年1月6日，維吾爾語：ئەنۋەر بايتۇر‎，又译安瓦尔·巴衣图尔、安瓦·巴依图尔等），中国柯尔克孜族历史学家，中国社会科学院民族所研究员。著作有《柯尔克孜族历史讲座》等。出生于阿克苏市，1991年1月6日死于土耳其安卡拉。